# Cuadratita
La cuadratita es un mineral de la clase de los minerales sulfuros. Fue descubierta en 1998 en una mina del valle de Binn, en el cantón del Valais (Suiza), siendo nombrada así por la forma cuadrática de sus cristales. Un sinónimo es su clave: IMA1994-038.

## Características químicas
Es un sulfuro con aniones adiciones de arseniuro, y cationes de plata, cadmio y plomo. Es el equivalente con cadmio de la manganocuadratita.

## Formación y yacimientos
Se ha encontrado rellenando pequeñas cavidades en rocas dolomitas.